# Operatie Polarfuchs
Operatie Polarfuchs (Nederlands: "Poolvos") was de codenaam van een campagne van Duitse en Finse eenheden tijdens de Tweede Wereldoorlog. Doel van de operatie was het doorbreken van de Sovjet-verdediging nabij Salla (Finland) in juli 1941.
Salla was een van de locaties waar de Sovjets in 1939 Finland binnentrokken. Bij Salla had het Sovjet 62e Korps, onder leiding van Roman Panin, zich gevestigd. Het Duitse 36e Bergkorps, bestaande uit zowel Duitse als Finse troepen, voerde Operatie Polarfuchs uit tijdens de beginfase van de Vervolgoorlog. Het Korps werd aangestuurd door General der Infanterie Hans Feige. De operatie vond plaats ten tijde van Operatie Barbarossa, de Duitse inval in de Sovjet-Unie. Operatie Polarfuchs was onderdeel van het grotere Operatie Silberfuchs (Operatie Silvervos), die tot doel had de Sovjethaven van Moermansk te veroveren.

## Slagorde

### Duitse 36e Bergkorps
- Duitse 169e Infanteriedivisie
- SS Divisie Nord
- Finse 6e Divisie
- Panzer-Abteilung 211

### Sovjet 62e Korps
- Sovjet 104e Divisie
- Sovjet 122e Divisie
- Sovjet 1e Tank Brigade